# Урна Пойи
Урна Пойи — тип статистических моделей, названных в честь Дьёрдя Пойи.
Часто используется как модель в эволюционных теориях.

## Описание
В урне находятся x белых и y чёрных шаров.
За один раз наугад из урны выбирается шар; он возвращается в урну, и ещё добавляется шар такого же цвета.
Этот процесс повторяется.
Заметим, что если белых шаров больше чем чёрных, то с большей вероятностью будет добавлен белый шар.
Это придаёт урне свойство самоусиления, иногда выражаемое как «богатые становятся богаче».

## Связанные распределения
- Бета-биномиальное распределение[англ.] — распределение числа успешных испытаний, например, количество извлечениях белый шаров подряд.
- Полиномиальное распределение Дирихле[англ.] — распределение числа шаров каждого цвета в урне с шарами {\displaystyle k} разных цветов.

## Вариации и обобщения
- Модель Морана[англ.] — модель используется для моделирования генетического дрейфа в теоретической популяционной генетики. В отличие от урны Пойи, в дополнение к добавлению нового шарика того же цвета, один случайным образом выбранный шар извлекается из урны.